# Džebel Achdar
Džebel Achdar (arabsky الجبل الأخضر‎, česky: Zelená hora) je pohoří v Ománu.
Je součástí horského hřebenu Al-Hadžar, který dosahuje délky 300 kilometrů od severozápadu k jihovýchodu. Od pobřeží, omývaného Ománským zálivem, je vzdálen 50 až 100 kilometrů. Jedná se o jednu z nejpůsobivějších oblastí Ománu. Nejvyšším bodem je Džabal aš-Šám (česky: Sluneční hora) s výškou nad 3 000 metrů. Je nejen nejvyšším bodem Ománu, nýbrž i celé východní poloviny Arábie. Džebel Achdar zahrnuje centrální úsek pohoří al Hadžar a od hlavního města Maskat je vzdálen 150 kilometrů.
Území je z většiny pokryto pouští. Ve výše položených oblastech dosahuje množství srážek 300 mm, což stačí pro růst keřů a stromů a k podpoře zemědělství. Právě zemědělství je oním dárcem názvu pro tyto hory. Studená léta zajišťují návštěvníkům čerstvý vzduch. Oblast je od Nizwy vzdálena 2 hodiny jízdy. Známou se stala díky pěstování různorodých zemědělských plodů - granátových jablek, meruněk, broskví a ořešáků a pěstování květin, například růží. Tyto květiny mohou vyrůst jen na tomto místě zálivu, díky zdejšímu specifickému klimatu, způsobenému vysokou nadmořskou výškou.  Pohoří Džebel je obydleno především pradávným arabským kmenem Baní Rijám (al Rijámy), jehož populace čítá přibližně 14 000 příslušníků. Nicméně, většina potomků kmene žije v nedalekých městech, jako jsou Ibra, Izki a již zmíněná Nizwa.
Džebel Achdar byl v letech 1957 až 1959 svědkem boje mezi ozbrojenými silami Ománu oddanými sultánovi a podporovanými Brity a povstalci imámátu Omán podporovanými Saúdskými Araby. Tento konflikt je znám jako Džebelachdarská válka.